# Yoon Jae-young
Yoon Jae-Young (Daegu, 5 de fevereiro de 1983) é um mesa-tenista sul-coreano. 

## Carreira
Yoon Jae-Young representou seu país nos Jogos Olímpicos de 2008, na qual conquistou a medalha de bronze por equipes. 